# Fonte terciária
Uma fonte terciária é uma seleção e compilação de fontes primárias (material original sobre alguma informação) e secundárias (comentários, análises e crítica baseados nas fontes primárias). Enquanto a diferenciação entre as fontes primária e secundária é essencial na historiografia, a distinção entre estas e as fontes terciárias é mais superficial.
Exemplos típicos de fontes terciárias são as bibliografias, listas de leituras e artigos sobre pesquisas. As enciclopédias e manuais de instrução são exemplos de peças que reúnem tanto fontes secundárias como terciárias, apresentando por um lado comentários e análises, e por outro tratando de proporcionar uma visão resumida do material disponível sobre a matéria.